# Лаваль, Мухаммед
Муха́ммед Лава́ль (англ. Muhammed Lawal; 11 января 1981, Мерфрисборо) — американский боец смешанного стиля, представитель тяжёлой и полутяжёлой весовых категорий, а также рестлер, в настоящее время выступающий в Major League Wrestling (MLW).
Выступает на профессиональном уровне начиная с 2008 года, известен по участию в турнирах таких бойцовских организаций как World Victory Road, M-1 Global, Strikeforce, Bellator MMA, Rizin FF. Бывший чемпион Strikeforce в полутяжелой весовой категории. Также является титулованным борцом-вольником и реслером.

## Биография
Мухаммед Лаваль родился 11 января 1981 года в городе Мерфрисборо, штат Теннесси, в семье мусульманских выходцев из Нигерии. Вместе с младшим братом Абдуллой и младшей сестрой Аминат воспитывался матерью-одиночкой. Отец не принимал участия в воспитании детей, а когда Мухаммеду было двадцать лет, покончил жизнь самоубийством.

### Любительская карьера
С детства Лаваль был большим поклонником реслинга и уже во время обучения в школе в Плейно активно занимался борьбой. На юниорском уровне становился чемпионом штата по греко-римской борьбе, трижды выступал на общенациональных соревнованиях. Помимо этого, играл в американский футбол, сначала на позиции лайнбекера, затем на позиции ресивера, занимался лёгкой атлетикой — имеет и в этих дисциплинах ряд наград и достижений.
Поступив в Университет Центральной Оклахомы и позже переведясь в Оклахомский государственный университет, продолжил бороться на различных студенческих соревнованиях, в 2001 году занял второе место во втором дивизионе национального первенства среди студентов, тогда как в 2002 году стал чемпионом. В 2004 году вышел на взрослый национальный уровень и завоевал бронзовую медаль на чемпионате США по вольной борьбе в Лас-Вегасе. Кроме того, с этого времени выступал в новообразованном реслинг-промоушене Real Pro Wrestling, где вскоре стал чемпионом.
В общей сложности Лаваль три раза становился чемпионом США по вольной борьбе в средней весовой категории (2005, 2006, 2008), в 2007 году выигрывал панамериканское первенство в Сан-Сальвадоре и был серебряным призёром на Кубке мира в Красноярске. Представлял страну на чемпионате мира по борьбе в Будапеште, где проиграл россиянину Сажиду Сажидову (с него сняли одно очко за пассивность). Пытался пройти отбор на летние Олимпийские игры в Пекине, но не смог этого сделать из-за слишком высокой конкуренции в команде — вскоре после неудачного отбора принял решение завершить борцовскую карьеру и перешёл в смешанные единоборства.

### Профессиональная карьера
Карьеру профессионального бойца ММА Лаваль начал в сентябре 2008 года в японском промоушене World Victory Road, в первом поединке нокаутировал ветерана Трэвиса Виуффа, у которого на тот момент в послужном списке было уже 66 боёв. Всего одержал в Японии четыре победы, после чего вернулся в Америку, где в августе 2009 года на турнире M-1 Global за 25 секунд нокаутировал Марка Керра — Керр после этого завершил карьеру бойца.
Дальнейшая судьба Мухаммеда Лаваля была связана с крупной американской организацией Strikeforce, где он дебютировал с победы нокаутом над Майком Уайтхедом. Благодаря череде удачных выступлений в 2010 году удостоился права оспорить титул чемпиона в полутяжёлой весовой категории, который принадлежал голландцу Гегарду Мусаси. Бой между ними продлился все пять раундов, и в итоге все трое судей отдали победу Лавалю. Тем не менее, он оставался чемпионом недолго, уже при первой защите спустя несколько месяцев
потерпел первое в карьере поражение, техническим нокаутом в третьем раунде от бразильца Рафаэла Кавалканти. Впоследствии провёл в Strikeforce ещё два боя, нокаутировал мастера бразильского джиу-джитсу Роджера Грейси и небитого соотечественника Лоренза Ларкина. Второй бой позже был признан несостоявшимся из-за положительного допинг-теста — в крови Лаваля обнаружили следы анаболического стероидного препарата дростанолона. Изначально его отстранили от соревнований на год, но после встречи с Атлетической комиссией штата Невада срок дисквалификации сократили до девяти месяцев.
Отбыв срок дисквалификации, в 2012 году Лаваль подписал контракт с другим крупным американским промоушеном Bellator MMA и сразу же принял участие в восьмом сезоне гран-при полутяжёлого веса, где сумел дойти до стадии полуфиналов, потерпев поражение нокаутом от Эмануэля Ньютона. В следующем году победил двоих соперников на турнире-четвёрке Summer Series и получил право оспорить титул временного чемпиона Bellator в полутяжёлой весовой категории, однако вновь уступил Эмануэлю Ньютону, на сей раз единогласным решением судей. В 2014 году участвовал в десятом сезоне гран-при полутяжёлого веса: в полуфинале по очкам победил россиянина Михаила Зайца, тогда как в решающем поединке был остановлен Куинтоном Джексоном, бывшим чемпионом UFC.
Несмотря на поражение, Лаваль продолжил драться в клетке Bellator, победил в четырёх рейтинговых боях, в том числе поднялся в тяжёлый вес и раздельным решением судей взял верх над Чейком Конго. В конце 2015 года в течение трёх дней одержал три победы и выиграл гран-при новообразованной японской организации Rizin fighting federation. В мае 2016 года единогласным судейским решением проиграл ветерану UFC Филу Дэвису.
Помимо участия в боях ММА Мухаммед Лаваль под своим псевдонимом Кинг Мо также регулярно участвует в различных шоу реслинг-промоушенов, в частности неоднократно выходил на ринг федерации Total Nonstop Action Wrestling. Так, он был специальным ринг-инфорцером в поединке между Джеймсом Штормом и Бобби Рудом на pay-per-view-шоу Bound for Glory 2012 года. Состоял в команде Дикси Картер и чаще всего отыгрывал роль хила.

## Статистика в профессиональном ММА
| Боёв 32         | Побед 21 | Поражений 10 |
| --------------- | -------- | ------------ |
| Нокаутом        | 13       | 7            |
| Сдачей          | 0        | 0            |
| Решением        | 8        | 3            |
| Не состоявшихся | 1        | 1            |

| Результат    | Рекорд    | Соперник            | Способ                           | Турнир                                           | Дата             | Раунд | Время | Место                | Примечание                                                   |
| ------------ | --------- | ------------------- | -------------------------------- | ------------------------------------------------ | ---------------- | ----- | ----- | -------------------- | ------------------------------------------------------------ |
| Поражение    | 21-10 (1) | Эндрю Капел         | KO (удары руками)                | Bellator 233                                     | 8 ноября 2019    | 1     | 1:22  | Такервилл, США       | Бой в промежуточном весе 88,5 кг.                            |
| Поражение    | 21-9 (1)  | Иржи Прохазка       | TKO (удары руками)               | Rizin 15                                         | 21 апреля 2019   | 3     | 3:02  | Иокогама, Япония     | Бой за титул чемпиона Rizin в полутяжёлом весе.              |
| Поражение    | 21-8 (1)  | Лиам Макгири        | TKO (удары руками)               | Bellator 213                                     | 15 декабря 2018  | 3     | 0:53  | Гонолулу, США        |                                                              |
| Поражение    | 21-7 (1)  | Райан Бейдер        | KO (удары руками)                | Bellator 199                                     | 12 мая 2018      | 1     | 0:15  | Сан-Хосе, США        | Четвертьфинал гран-при Bellator в тяжёлом весе.              |
| Победа       | 21-6 (1)  | Куинтон Джексон     | Единогласное решение             | Bellator 175                                     | 31 марта 2017    | 3     | 5:00  | Роузмонт, США        | Бой в тяжёлом весе.                                          |
| Поражение    | 20-6 (1)  | Мирко Филипович     | TKO (удары руками)               | Rizin World Grand-Prix 2016: 2nd Round           | 29 декабря 2016  | 2     | 1:41  | Сайтама, Япония      | Бой в тяжёлом весе.                                          |
| Победа       | 20-5 (1)  | Сатоси Исии         | Единогласное решение             | Bellator 169                                     | 16 декабря 2016  | 3     | 5:00  | Дублин, Ирландия     |                                                              |
| Поражение    | 19-5 (1)  | Фил Дэвис           | Единогласное решение             | Bellator 154                                     | 14 мая 2016      | 3     | 5:00  | Сан-Хосе, США        |                                                              |
| Победа       | 19-4 (1)  | Иржи Прохазка       | KO (удар рукой)                  | Rizin Fighting Federation 2                      | 31 декабря 2015  | 1     | 5:09  | Сайтама, Япония      | Финал гран-при тяжёлого веса                                 |
| Победа       | 18-4 (1)  | Теодорас Аукстуолис | Единогласное решение             | Rizin Fighting Federation 2                      | 31 декабря 2015  | 2     | 5:00  | Сайтама, Япония      | Полуфинал гран-при тяжёлого веса                             |
| Победа       | 17-4 (1)  | Бретт Макдермотт    | KO (удар рукой)                  | Rizin Fighting Federation 1                      | 29 декабря 2015  | 1     | 9:20  | Сайтама, Япония      | Четвертьфинал гран-при тяжёлого веса                         |
| Победа       | 16-4 (1)  | Линтон Васселл      | Единогласное решение             | Bellator MMA & Glory: Dynamite 1                 | 19 сентября 2015 | 2     | 5:00  | Сан-Хосе, США        | Полуфинал гран-при полутяжёлого веса.                        |
| Победа       | 15-4 (1)  | Чейк Конго          | Раздельное решение               | Bellator 134                                     | 27 февраля 2015  | 3     | 5:00  | Анкасвилл, США       | Бой в тяжёлом весе                                           |
| Победа       | 14-4 (1)  | Джо Ведепо          | TKO (удары руками)               | Bellator 131                                     | 15 ноября 2014   | 3     | 0:39  | Сан-Диего, США       |                                                              |
| Победа       | 13-4 (1)  | Дастин Джейкоби     | TKO (удары руками)               | Bellator 123                                     | 5 сентября 2014  | 2     | 1:13  | Анкасвилл, США       |                                                              |
| Поражение    | 12-4 (1)  | Куинтон Джексон     | Единогласное решение             | Bellator 120                                     | 17 мая 2014      | 3     | 5:00  | Саутавен, США        | Финал 10 сезона гран-при полутяжёлого веса                   |
| Победа       | 12-3 (1)  | Михаил Заяц         | Единогласное решение             | Bellator 110                                     | 28 февраля 2014  | 3     | 5:00  | Анкасвилл, США       | Полуфинал 10 сезона гран-при полутяжёлого веса               |
| Поражение    | 11-3 (1)  | Эмануэль Ньютон     | Единогласное решение             | Bellator 106                                     | 2 ноября 2013    | 5     | 5:00  | Лонг-Бич, США        | Бой за титул временного чемпиона Bellator в полутяжёлом весе |
| Победа       | 11-2 (1)  | Джейкоб Ноэ         | TKO (удары руками)               | Bellator 97                                      | 31 июля 2013     | 3     | 2:51  | Рио-Ранчо, США       | Финал Summer Series в полутяжёлом весе                       |
| Победа       | 10-2 (1)  | Сет Петруцелли      | KO (удар рукой)                  | Bellator 96                                      | 19 июня 2013     | 1     | 1:35  | Такервилл, США       | Полуфинал Summer Series в полутяжёлом весе                   |
| Поражение    | 9-2 (1)   | Эмануэль Ньютон     | KO (бэкфист)                     | Bellator 90                                      | 21 февраля 2013  | 1     | 2:35  | Уэст-Валли-Сити, США | Полуфинал 8 сезона гран-при полутяжёлого веса                |
| Победа       | 9-1 (1)   | Пшемислав Мысяла    | KO (удар рукой)                  | Bellator 86                                      | 24 января 2013   | 1     | 3:52  | Такервилл, США       | Четвертьфинал 8 сезона гран-при полутяжёлого веса            |
| Не состоялся | 8-1 (1)   | Лоренз Ларкин       | Не состоялся (отменённая победа) | Strikeforce: Rockhold vs. Jardine                | 7 января 2012    | 2     | 1:32  | Лас-Вегас, США       | Победил нокаутом, но результат отменён из-за допинга         |
| Победа       | 8-1       | Роджер Грейси       | KO (удар рукой)                  | Strikeforce: Barnett vs. Kharitonov              | 10 сентября 2011 | 1     | 4:37  | Цинциннати, США      |                                                              |
| Поражение    | 7-1       | Рафаэл Кавалканти   | TKO (руки и локти)               | Strikeforce: Houston                             | 21 августа 2010  | 3     | 1:14  | Хьюстон, США         | Лишился титула чемпиона Strikeforce в полутяжёлом весе       |
| Победа       | 7-0       | Гегард Мусаси       | Единогласное решение             | Strikeforce: Nashville                           | 17 апреля 2010   | 5     | 5:00  | Нашвилл, США         | Выиграл титул чемпиона Strikeforce в полутяжёлом весе        |
| Победа       | 6-0       | Майк Уайтхед        | KO (удары руками)                | Strikeforce: Evolution                           | 19 декабря 2009  | 1     | 3:08  | Сан-Хосе, США        |                                                              |
| Победа       | 5-0       | Марк Керр           | KO (удары руками)                | M-1 Global: Breakthrough                         | 28 августа 2009  | 1     | 0:25  | Канзас-Сити, США     | Возвращение в тяжёлый вес                                    |
| Победа       | 4-0       | Рё Кавамура         | Единогласное решение             | World Victory Road Presents: Sengoku 7           | 20 марта 2009    | 3     | 5:00  | Токио, Япония        |                                                              |
| Победа       | 3-0       | Юкия Наито          | TKO (удары руками)               | World Victory Road Presents: Sengoku no Ran 2009 | 4 января 2009    | 1     | 3:54  | Сайтама, Япония      | Дебют в полутяжёлом весе                                     |
| Победа       | 2-0       | Фабиу Силва         | TKO (удары руками)               | World Victory Road Presents: Sengoku 6           | 1 ноября 2008    | 3     | 0:41  | Сайтама, Япония      |                                                              |
| Победа       | 1-0       | Трэвис Виуфф        | TKO (удары руками)               | World Victory Road Presents: Sengoku 5           | 28 сентября 2008 | 1     | 2:11  | Токио, Япония        |                                                              |